# Escoles (Alguaire)
Les Escoles és una obra racionalista d'Alguaire (Segrià) inclosa a l'Inventari del Patrimoni Arquitectònic de Catalunya.

## Descripció
Grup escolar amb una concepció de planta típica dels anys en què fou construïda. El tractament de l'espai és molt funcional: grans obertures a l'exterior i finestres més reduïdes quan el sol incideix contínuament. El pati comença a integrar-se amb l'escola.